# El Orden (Santa Fe)
El Orden fue un periódico matutino de la ciudad de Santa Fe, capital de la provincia homónima, en Argentina. Su tirada comenzó en 1927, bajo la dirección de Alfredo Estrada, y finalizó en 1955.: 118  Era de corte sensacionalista, siendo el primero de este estilo en la región. Es parte del proyecto gubernamental Hemeroteca Digital Fray Francisco de Paula Castañeda, siendo parte inicial del mismo junto al diario Santa Fe (1911 a 1933).

## Historia
El 3 de noviembre de 1927 fue editado por primera vez el diario, dirigido por Alfredo Estrada y siendo jefe de redacción Juan Sánchez, con su sede en la esquina de calle San Martín y Crespo, dónde se aglomeraba la gente para ver las noticias de último momento. Francisco Magin Ferrer, Tomás Calle, Armando Molina y Antonio Leonhardt fueron sus primeros periodistas, y contaba con las colaboraciones del periodista Luis Di Filippo, el doctor Carlos Eduardo Carranza, el historiador Agustín Zapata Gollán, el doctor y educador Antonio Juliá Tolrá, el ex intendente Raúl Beney y el jurista Rafael Bielsa, entre otras personalidades importantes en el ámbito santafesino.
Estrada fue director en todos los años que duró el diario, y en los años 1930, el subdirector era Roberto Caminos, el secretario de redacción Marcos de la Peña, los cuales dirigían a los periodistas Nicolás Patrickios, Tomás López, Emilio Gervassoni, Aníbal Gervassoni, Amadeo Carlen, José Carlen, A. Carreño y Eduardo Cárcano.: 118  También pasarían entre sus filas Oscar Andino, J. Iván Polledo, J. Eliseo Aguilar, Juan Mari Más, Melitón Gaitán, De la Silva, Salomonoff, entre otros. Al irse Juan Sánchez, lo reemplaza en la dirección de redacción Magín Ferrer, y sería destacada el aporte de Luis Krámer, dándole mayor prestigio al diario. Pronto se convirtió en el «diario de la mañana», con un difícil rival como El Litoral, al cuál Krámer se iría poco después.: 138, 139, 157  Tenía un estilo sensacionalista, parecido al de Crítica, del periodista uruguayo Natalio Félix Botana, algo nuevo para la región. Para ocasiones especiales realizaban transmisiones por altoparlantes desde la sede, como la del golpe de Estado de 1930 que produjo la caída del presidente Hipólito Yrigoyen y el establecimiento de una dictadura militar.: 119 
A partir de 1945, El Orden formaba parte de los medios que respondieron al peronismo en la provincia, junto a los diarios rosarinos Democracia y Rosario, en contraste con los tradicionales El Litoral (de la ciudad de Santa Fe) y La Capital (de Rosario), más afines al paradigma liberal burgués.: 136  Con los cambios políticos ocasionados por la Revolución Libertadora de 1955 y la proscripción contra el peronismo, El Orden dejó de redactar en ese mismo año, y desaparecería totalmente en 1957. Sus empleados crearon un nuevo matutino, El Interior, que desapareció poco después en 1959.: 157 

## Hemeroteca Digital
El proyecto Hemeroteca Digital Fray Francisco de Paula Castañeda nace en año 2005, con los artículos en conservación de los diarios El Orden (entre 1927 y 1955) y Santa Fe (entre 1911 y 1933) que posee el archivo de la provincia de Santa Fe. El nombre proviene del fraile Francisco de Paula Castañeda, hermano franciscano que luchó con la palabra escrita y el dibujo en defensa de sus ideas y fue el primer periodista santafesino desde su pequeña imprenta rinconera.
Su función es la de conservar por medio de la técnica de la restauración y del microfilmado, garantizando la conservación de calidad de los documentos, por más de 500 años. También fueron subidas a la red, que contiene más de 30 000 ejemplares de diarios y más de 200 000 hojas indexadas, que se pueden acceder en línea. Para poder acceder a las noticias más fácilmente se realizó una base de datos con la información más destacada de cada uno de los diarios, utilizando la técnica de descriptores y resumen de noticias. A fines del año 2007 se comenzó a trabajar en el proyecto de conservación del diario El Litoral, en el período entre 1930 y 1979. Se pueden encontrar ejemplares de otros diarios como el vespertino La Época de David Peña, La Nueva Época y El Santafesino, entre otros.

## Logotipos
|                                                                                  |
| Logotipo usado en los primeros años, donde solo se escribía el nombre y el lema. |

| |
| Logotipo con ciertas sombras detrás del nombre, reformado del anterior. A veces se le agregaba «independiente» al lema, quedando: «Diario Independiente de la Mañana». |

| |
| Al fondo del logotipo se le agrega el escudo de la Provincia de Santa Fe con unas alas. Se quita el lema. |

|                                                              |
| Usado en los últimos años, se escribe en cursivas el nombre. |